# 湯米·邦德
湯瑪斯·亨利·邦德（英語：Thomas Henry Bond，1856年4月2日—1941年1月24日），為前美國職棒大聯盟的投手和右外野手，生涯曾效力於大西洋、深藍、紅帽(今勇士)、烏斯特人、紅人(跟今日的紅人無關)與印州人等隊。邦德是大聯盟歷史上第一位愛爾蘭人，也是在1876年打過球的選手中，最後一位過世的人。

## 職業生涯
1874年，邦德首度在職業聯賽亮相。10月20日，他差一個人次就可以投出大聯盟史上第一場無安打比賽。後來George Bradley在1876年7月15日投出聯盟官方認定的第一場無安打比賽，邦德在那場比賽成了敗投。
邦德兩度單季拿下超過40勝，其中他在1877年以40勝、2.11的防禦率和170次三振成為大聯盟首位投手三冠王。打擊方面，邦德生涯也有2成38的打擊率，並打回174分打點。目前邦德的三振保送比為5.0363，在大聯盟仍能排到歷史第三高，僅次於克里斯·塞爾和賈寇伯·迪格隆。
邦德在1882年曾短暫執教過6場比賽，他的拿手球種有快速球、曲球以及口水球。

## 生涯投球成績
| 勝投 | 敗投 | 防禦率 | 出賽場次 | 先發 | 完投 | 完封 | 投球局數 | 安打 | 失分 | 自責分 | 全壘打 | 保送 | 三振 | 暴投 | 觸身球 |
| ---- | ---- | ------ | -------- | ---- | ---- | ---- | -------- | ---- | ---- | ------ | ------ | ---- | ---- | ---- | ------ |
| 234  | 163  | 2.14   | 417      | 408  | 386  | 42   | 3628.2   | 3765 | 1931 | 862    | 50     | 193  | 972  | 143  | 2      |

## 晚年
邦德在1879年完婚，並育有3名子女。退休後，邦德曾在國聯、小聯盟和大學擔任過棒球比賽的主審。他也曾在他太太家族的皮革工廠內工作過。
1936年，邦德在名人堂票選中僅獲得一張選票。1941年，高齡84歲的邦德辭世。

## 外部連結
- 球員資訊和成績在MLB，ESPN，Retrosheet ，Baseball Reference ，Baseball Reference (Minors) ，Fangraphs ，The Baseball Cube （英文）

| 前任： 首位 | 國家聯盟 投手三冠王 1877年 | 繼任： 查爾斯·拉德布恩 |